# Любомир Младенов
Любомир Тихомиров Младенов е български актьор. Най-известен е като гласа на Патрик Дъфи в ролята на Франк Ламбърт в „Стъпка по стъпка“ и Брайън Кранстън в ролята на Хал в „Малкълм“.

## Биография
Роден е на 2 май 1946 г. в гр.София, Царство България. Завършва специалност „Актьорско майсторство за драматичен театър“ във ВИТИЗ „Кръстьо Сарафов“ през 1972 г. при професор Гриша Островски.
Веднага след това става част от трупата на Драматичен театър „Адриана Будевска“ Бургас, а от 1975 до 2016 г. – на Театър „София“. Първата му роля в театъра е в пиесата на Уилям Шекспир „Както ви харесва“, режисирана от Пантелей Пантелеев.
Има роли в много театрални постановки, а също участва във филмите „Ударът“, „Кратко слънце“, „По дирята на безследно изчезналите“, „Капитан Петко войвода“, „Мечтатели“, „Смъртта на заека“, „Голямото нощно къпане“, „Дело 205/1913 П. К. Яворов“ и други.
Младенов е директор на Театър „София“ от 1991 до 1992 г.
Играл е ролята на Доцент Азманов във филма „Нощем с белите коне“ по романа на Павел Вежинов. Изпълнява главната роля на Берто Митрани в първия български адвокатски сериал „Кантора Митрани“, който се излъчва по TV7 през 2012 г.

## Театрални роли
- „Призраци“ (Хенрик Ибсен) – Освалд
- „Монсерат“ (Франсоа Рабле) – Монтсерат
- „Опера за пет гроша“ (Бертолд Брехт) – Браун
- „Мария Стюарт“ (Фридрих Шилер) – Мортимър
- „Човекоядката“ (Иван Радоев) – Аспарух
- „Животът на Молиер“ (Михаил Булгаков) – Муарон
- „Жестоки игри“ (Алексей Арбузов) – Кай
- „Избраник на съдбата“ (Бърнард Шоу) – Наполеон
- „Бариерата“ (Павел Вежинов) – Манев
- „Пир по време на демокрация“ (Стефан Цанев) – Борис
- „Хайде да убием Матилда“ (Орлин Дяков) – Макс
- „Господар и сянка“ (Стиг Далайер) – сянката
- „Краят на играта“ (Самюел Бекет) – Хам
- „Албена“ (Йордан Йовков) – Куцар
- „Живот като на кино“
- „Глупаци“
- „Моцарт и Салиери“ (1967)

## Телевизионен театър
- „Ревизорски уроци“ (1988) (Радослав Михайлов), 2 части
- „Неделен експрес“ (1984)
- „Чуждото дете“ (1983) (В. Шиваркин)
- „Процесът“ (1982) (Ричард Уевърли)
- „Това ли е Атлантида ?“ (1980) (Владимир Голев), 2 части
- „Любов необяснима“ (1976) (от Недялко Йорданов, реж. Недялко Йорданов)

## Филмография
| Година      | Филми и Сериали                                                  | Серии | Копродукции   | Роля                                                            |
| ----------- | ---------------------------------------------------------------- | ----- | ------------- | --------------------------------------------------------------- |
| 2017        | Възвишение                                                       |       |               | турски каймаканин                                               |
| 2012        | Кантора Митрани (тв сериал)                                      | 12    |               | Берто Митрани                                                   |
| 2011 – 2016 | Под прикритие (тв сериал)                                        | 60    |               | Бисер Щерев (в XVII серия, 2011)                                |
| 2002        | „Папа Йоан XXIII“ (Papa Giovanni – Ioannes XXIII)                |       | Италия        | монсеньор Мацоли                                                |
| 1999        | България - това съм аз                                           |       |               |                                                                 |
| 1999        | Пясъчен часовник (тв)                                            |       |               |                                                                 |
| 1993 – 1995 | Полицаи и престъпници (тв сериал)                                | 3     |               | Драганов (в III серия: „Нощта на самодивите“)                   |
| 1993        | „Монтуриол, владетелят на морето“ (Monturiol, el senyor del mar) |       | Испания       | министърът                                                      |
| 1991 – 1992 | Любовниците (тв сериал)                                          | 8     |               | дядото (във II серия: Сами (1991))                              |
| 1988        | Голямата игра (Большая игра) (тв сериал)                         | 6     | СССР/България | Енрике Прадо, министър на енергетиката и планирането на Гаривас |
| 1988        | Неизчезващите (тв сериал)                                        | 5     |               |                                                                 |
| 1987        | Мечтатели                                                        |       |               | княз Фердинанд                                                  |
| 1985        | Мъгливи брегове (Берега в тумане...)                             |       | СССР/България | цар Борис III                                                   |
| 1984        | Нощем с белите коне (тв сериал)                                  | 6     |               | доцент Азманов, чичо на Криста                                  |
| 1984        | Кажи им, майко, да помнят (тв сериал)                            | 6     |               | Палазов (в 4 серии: I, II, III и IV)                            |
| 1984        | Последната възможност (тв)                                       |       |               | телевизионният репортер                                         |
| 1984        | В името на народа (тв сериал)                                    | 8     |               |                                                                 |
| 1984        | Дело 205/1913 П. К. Яворов                                       |       |               | Михо                                                            |
| 1982        | Време за умиране                                                 |       |               | Здравко                                                         |
| 1982        | Смъртта на заека                                                 |       |               | Братко                                                          |
| 1981        | Етюд за лява ръка (тв)                                           |       |               | Ивайло Станакушев, ортопедичен техник                           |
| 1981        | Ударът                                                           |       |               | Жельо                                                           |
| 1981        | Капитан Петко войвода (тв сериал)                                | 12    |               | княз Батенберг (не е посочен в надписите на филма)              |
| 1980        | Голямото нощно къпане                                            |       |               | следователят                                                    |
| 1980        | Приключенията на Авакум Захов (тв сериал)                        | 6     |               | картоиграчът Хари, годеник на Мария (в IV серия)                |
| 1979        | Кратко слънце                                                    |       |               | Пежото                                                          |
| 1979        | Много мили хора (тв)                                             |       |               | ревизора, първият брат                                          |
| 1979        | По дирята на безследно изчезналите (тв сериал)                   | 4     |               | цар Борис III                                                   |
| 1979        | Хора и богове (тв сериал)                                        | 3     |               | Кузнецов                                                        |
| 1975        | Двамата сина                                                     |       |               | синът                                                           |
| 1974        | Синята лампа (тв сериал)                                         | 10    |               | (в III с. „Зодия Дева“)                                         |
| 1971        | Демонът на империята (тв сериал)                                 | 10    |               | софиянец                                                        |
| 1969, 1971  | На всеки километър (тв сериал)                                   | 26    |               |                                                                 |

## Кариера на озвучаващ актьор
Младенов се занимава и с озвучаване на реклами, филми и сериали от 1976 г. Първият сериал, за който дава гласа си, е „Болница на края на града“.
Сред другите известни сериали с негово участие са „Жената зад щанда“, „Да, господин министър“ (дублаж на TV7), „Матлок“, „Стъпка по стъпка“, „Сен Тропе“, „Малкълм“, „Вашингтон, окръг Колумбия“, „Анатомията на Грей“, „Нюанси синьо“ и „Моите мили съседи“, както и анимационни поредици като „Каспър и космическите ангели“, „Смърфовете“ (озвучаващ Татко Смърф и Непохватко), „Чип и Дейл: Спасителен отряд“, „Реактивните момичета“, „Пинки и Брейн“, „Истерия!“ и „Клуб Маус“.
През 2010 г. Младенов е номиниран за наградата „Икар“ в категория „Най-добър дублаж“ (тогава наричана „Златен глас“) за дублажа на „Моите мили съседи“, заедно с Александър Воронов за същия сериал и Васил Бинев за „Брак с чужденец“. Печели Васил Бинев.
На 21 декември 2011 г. му е връчена наградата Дубларт за цялостен принос.
През 2017 г. озвучава Джефри Ръш в ролята на Алберт Айнщайн в минисериала на National Georgraphic „Геният“. В статия за „Площад Славейков“, телевизионният критик Преслав Ганев изразява своето неодобрение спрямо дублажа. Според него, „Младенов е сред най-добрите гласове в нашия ефир, но освен че е твърде характерен ... е направо престъпно да покриеш с каквото и да е великолепния изказ на Джефри Ръш.“
През 2021 г. печели наградата „Икар“ за „Най-добър дублаж“ за ролята на Клод Трепани в „Дървосекачи“, заедно с Ивайло Велчев за Октай в „Мерием“ и Иван Велчев за ролите на Влад, Чезар и Петре във „Влад“.
Той е един от малкото актьори, озвучили едни и същи роли четири пъти, а именно тези на Франк и Коуди Ламбърт в четирите дублажа на „Стъпка по стъпка“.

## Други дейности
Той е председател на организация „Артистаутор“.

## Личен живот
Има пет деца.

## Награди
- „Първа награда за най-добра мъжка роля“ на Национален преглед на българската драма и театър (1974).
- „Награда за най-добра мъжка роля“ на САБ (1975).